# Ауасим
Ауасим (на арабски: العواصم) е историческа област в Близкия Изток, включваща мюсюлманската страна на граничната зона Източната Римска империя от една страна и Омеядския и Абасидския халифат от друга по време на Византийско-арабските войни.